# San Fiz (Bóveda)
San Fiz es un lugar de la parroquia de San Fiz de Rubián, en el municipio de Bóveda, en la provincia de Lugo, España.
Se encuentra a 400 metros de altitud junto al río Rubián, entre las carreteras LU-546 y CG-2.2. En 2022 tenía una población de 25 habitantes, 13 hombres y 12 mujeres.
En él se encuentra la iglesia parroquial de San Fiz de Rubián, del siglo XVI, aunque muy reformada, presenta planta rectangular. La capilla mayor se separa de la nave por un arco de medio punto, estando la sacristía pegada a su lado norte.